# Přílepek zákona
Přílepek je populární označení pozměňovacího návrhu k návrhu zákona, který je právě projednáván v parlamentu. O „přílepek“ se jedná v případě, kdy je jím do daného zákona vnesena obsahově zcela nesouvisející materie, má jím být právně upravena zcela jiná oblast společenských vztahů, než jakou chce regulovat daný projednávaný zákon ve svém původním znění. 
Používání tohoto institutu je motivováno zjednodušením legislativního procesu; obsah „přílepku“ není nutné projednávat ve standardním legislativním procesu, je rychle schválen s již připraveným návrhem zákona. Ze stejného důvodu se objevují i výhrady k jeho využívání, např. v souvislosti s rizikem přijetí zákona pod tlakem nebo z nepozornosti v takovém znění, v jakém by řádným procesem neměl šanci projít.
Tímto způsobem schvalování zákonů se v České republice už zabýval Ústavní soud v roce 2007 a svým nálezem sp. zn. Pl. ÚS 77/06 „přílepky“ prohlásil za neústavní. Vyšel při tom z americké praxe, kde se rozlišují legislative riders (legislativní jezdci), kteří jsou i přes jisté vybočení ještě ústavně akceptováni, a wild riders (divocí jezdci), u nichž jde již o neakceptovatelné připojení zcela jiné předlohy. Podle Ústavního soudu je tak možné podávat pouze takové pozměňovací návrhy, které skutečně pozměňují obsah projednávaného návrhu zákona a nepřipojují k němu něco zcela nesouvisejícího, v opačném případě jde mj. o „porušení dělby moci, s důsledky pro principy tvorby souladného, přehledného a předvídatelného práva.“

## Příklady
V TV pořadu Otázky Václava Moravce 11. listopadu 2012 byly s odvoláním na studentskou iniciativu Inventuru demokracie jmenovány příklady nejzřetelnějších přílepků:
- novela o vinařství a vinohradnictví v zákoně o provozu na pozemních komunikacích,
- odškodnění klientů zkrachovalých bank v zákoně o státních symbolech,
- zadávání veřejných zakázek v zákoně o surových diamantech.

Inventura demokracie v roce 2011 uvedla ještě další příklady:
- novela o zvýšení státního příspěvku stranám na jedno poslanecké křeslo v zákoně o státním dluhopisovém programu,
- novela o zoologických zahradách v živnostenském zákoně.

Poté, co poslanci KSČM a ČSSD od konce 90. let 20. století neúspěšně prosazovali zákon o horské službě a neuspěl ani návrh Ministerstva pro místní rozvoj z roku 2007, prosadili poslanci ČSSD a KSČM v roce 2009 několik paragrafů o horské službě jako přílepek k novele zákona o civilním letectví. 